# Episodi di LEGO Ninjago (sesta stagione)
La sesta stagione, della serie animata Ninjago: Masters of Spinjitzu, sottotitolata I pirati dei cieli (Skybound), composta da dieci episodi, è stata trasmessa in Asia su Cartoon Network dal 1º gennaio al 31 gennaio 2016. Negli Stati Uniti è stata trasmessa dal 24 marzo al 15 luglio 2016 su Cartoon Network.
In Italia è stata trasmessa sul canale Cartoon Network dal 24 marzo al 2 aprile 2016.
La stagione è stata aggiunta su Netflix Italia il 14 aprile 2022, ma è anche disponibile sul canale YouTube della LEGO.
La sesta stagione introduce il pirata djinn Nadakhan e la sua ciurma di pirati del cielo come antagonisti principali della stagione. Segue la trama di Nadakhan che inganna ciascuno dei personaggi ninja concedendo loro tre desideri e intrappolando le loro anime finché non rimangono solo Jay e Nya. Nel finale di stagione, gli eventi della stagione vengono ribaltati quando Jay esprime il suo ultimo desiderio.
Lo speciale di Halloween, della durata di 45 minuti, ha sostituito l'uscita di una seconda stagione per il 2016, a causa del continuo sviluppo di LEGO Ninjago - Il film, uscito nel 2017. Lo speciale si concentra sugli eventi del Giorno dei morti, una festa nazionale celebrata a Ninjago in cui vengono ricordati i propri cari. La trama è incentrata sul personaggio ninja Cole, che si preoccupa di svanire nella sua forma spettrale, e sulla sua battaglia con l'antagonista principale Sensei Yang. Mentre Cole è intrappolato nel tempio di Yang, il ninja deve combattere diversi spiriti malvagi che ha accidentalmente liberato.
L'antagonista principale di ninjago stagione 6 sono Nadakhan e i Pirati dei cieli (Flintlock, Doubloon, Dogshank e Clancee)
| nº                 | Titolo originale        | Titolo italiano                  | Prima TV Asia   | Prima TV USA    | Prima TV Italia |
| ------------------ | ----------------------- | -------------------------------- | --------------- | --------------- | --------------- |
| 1                  | Infamous                | Scellerato                       | 1º gennaio 2016 | 24 marzo 2016   | 24 marzo 2016   |
| 2                  | Public Enemy Number One | Nemico pubblico numero uno       | 2 gennaio 2016  | 16 giugno 2016  | 25 marzo 2016   |
| 3                  | Enkrypted               | Imprigionati nel Kryptarium      | 9 gennaio 2016  | 23 giugno 2016  | 26 marzo 2016   |
| 4                  | Misfortune Rising       | L'ascesa della sventura          | 10 gennaio 2016 | 30 giugno 2016  | 27 marzo 2016   |
| 5                  | On a Wish and a Prayer  | Con un desiderio e una preghiera | 16 gennaio 2016 | 11 luglio 2016  | 28 marzo 2016   |
| 6                  | My Dinner With Nadakhan | La mia cena con Nadakhan         | 17 gennaio 2016 | 12 luglio 2016  | 29 marzo 2016   |
| 7                  | Wishmasters             | Padroni dei desideri             | 23 gennaio 2016 | 13 luglio 2016  | 30 marzo 2016   |
| 8                  | The Last Resort         | L'ultima risorsa                 | 24 gennaio 2016 | 14 luglio 2016  | 31 marzo 2016   |
| 9                  | Operation Land Ho!      | Operazione terra di Ho           | 30 gennaio 2016 | 15 luglio 2016  | 1º aprile 2016  |
| 10                 | The Way Back            | Il ritorno                       | 31 gennaio 2016 | 15 luglio 2016  | 2 aprile 2016   |
| Speciale Halloween |                         |                                  |                 |                 |                 |
| SP                 | Day of the Departed     | Il giorno di chi non c'è più     | N.D.            | 29 ottobre 2016 | 24 ottobre 2016 |

## Scellerato
- Titolo originale: Infamous
- Diretto da: Peter Hausner
- Scritto da: Dan Hageman e Kevin Hageman

### Trama
Dopo la distruzione del Regno Maledetto e la morte definitiva di tutti i suoi prigionieri, i Ninja hanno trovato improvvisa fama per i loro ruoli e azioni. Eppure, nel mezzo della loro ritrovata popolarità, una nuova minaccia si pone quando un sopravvissuto della distruzione del Regno Maledetto, Clouse, rimane fermo a Ninjago per devastare ulteriormente. I Ninja tentano di fermarlo, ma alla fine sono sottomessi e incapaci di farlo. Clouse si dirige a Stiix, dove trova l'antica Teiera di Tyrahn, che contiene un Djinn ingannatore di nome Nadakhan che imprigiona Clouse nella teiera dopo la sua liberazione. Mentre i Ninja arrivano a Stiix scoprono di essere stati incastrati per una serie di crimini e perseguiti dagli abitanti della città. Nel frattempo, Nadakhan scopre cosa è successo al suo equipaggio di Sky Pirates alla fine cattura Sensei Wu dopo essere stato accidentalmente chiamato da lui.

## Nemico pubblico numero uno
- Titolo originale: Public Enemy Number One
- Diretto da: Michael Helmuth Hansen
- Scritto da: Dan Hageman e Kevin Hageman

### Trama
I Ninja sono dichiarati di essere il nemico pubblico numero uno dopo essere stati incastrati per crimini che non hanno commesso. Ronin si offre di catturare i ninja in cambio di una "lista pulita", il che significa che tutti i crimini che ha commesso saranno annullati. Nel frattempo, Misako viene catturata da Nadakhan. I ninja escogitano un piano per separarsi in coppie in modo che non possano essere tutti arrestati. Ronin si infila nel sistema di Zane e lo spegne, poi cattura Lloyd. Dopo che Kai e Nya scoprono cosa è successo a Zane e Lloyd, Ronin li insegue e li inganna per poi catturarli. Jay e Cole vanno al Mega Monster Amusament Park e Ronin, essendo vicino al parco, finalmente riesce a catturarli. I ninja sono quindi portati sotto custodia. Nadakhan ruba il cristallo del regno dal labirinto di Cyrus Borg e i ninja vengono spediti nella prigione di Kryptarium.

## Imprigionati nel Kryptarium
- Titolo originale: Enkrypted
- Diretto da: Jens Møller
- Scritto da: Dan Hageman e Kevin Hageman

### Trama
I Ninja ricevono un "trattamento speciale" nella prigione di Kryptarium, e il meccanico prigioniero vuole usare Zane per i pezzi di ricambio. Nadakhan riporta il suo equipaggio da altri reami: Flintlocke, Clancee, Doubloon, Monkey Wretch e Dogshank. I Ninja iniziano una lotta per il cibo e fanno amicizia con Capitan Soto, era il capitano che era stato intrappolato da Nadakhan nella Teiera di Tyrahn e dice ai Ninja come fermare Nadakhan: Soto spiega che devono usare il veleno della Vedova Tigre, in cambio i Ninja devono fuggire insieme a Soto da Kryptarium. Nadakhan visita il regno di Djinjago e scopre che quando i Ninja hanno distrutto il Regno Maledetto, questo regno ha iniziato a collassare. Nadakhan ha promesso di vendicare la gente del suo Regno. I Ninja scoprono che la mappa è in una lanterna a bordo della Fortezza della Sventura.

## L'ascesa della sventura
- Titolo originale: Misfortune Rising
- Diretto da: Peter Hausner
- Scritto da: Dan Hageman e Kevin Hageman

### Trama
I Ninja sono sotto copertura nella stazione di polizia. Nadakhan visita Jay, facendogli usare due dei suoi desideri e scopre che è stato adottato. I pirati del cielo attaccano la città e i ninja tentano di fermarli. Kai viene catturato da Nadakhan, mentre il resto dei Ninja prende la Lanterna. La terra viene rubata dai pirati del cielo per ricostruire Djinjago.

## Con un desiderio e una preghiera
- Titolo originale: On a Wish and a Prayer
- Diretto da: Michael Helmuth Hansen
- Scritto da: Dan Hageman e Kevin Hageman

### Trama
I Ninja viaggiano in una barca verso un'isola pericolosa, ma durante il viaggio c'è una tempesta di fulmini e Zane va sottocoperta e trova Nadakhan, il quale inganna Zane facendogli desiderare di andarsene. Quando i Ninja arrivano, si chiedono come abbia ottenuto una villa e una barca alla moda, così Cole dice di avere visto Nadakhan e che Jay ha mentito di avere visto Nadakhan. I Ninja fanno recuperare a Jay il veleno della Vedova Tigre come punizione, ma quando Nadakhan scopre che i Ninja stanno ottenendo l'unica cosa che può fermarlo, tende un'imboscata al Ninja Blu, ma quando Jay riesce a ottenere il veleno, Nadakhan si teletrasporta su Jay e svuota il contenitore con il veleno. Essendo l'ultimo, purtroppo non hanno un'altra possibilità di ottenere un'altra dose del veleno e Nadakhan cattura Jay, ma Nya rivela che Nadakhan ha svuotato la scatola sbagliata, dando al Ninja un'altra possibilità di fermare Nadakhan.

## La mia cena con Nadakhan
- Titolo originale: My Dinner With Nadakhan
- Diretto da: Jens Møller
- Scritto da: Dan Hageman e Kevin Hageman

### Trama
Tenuto prigioniero sulla Fortezza di Misfortune, Jay viene messo alla prova mentre Nadakhan fa tutto ciò che è in suo potere per spezzare la volontà del ninja per esprimere il suo desiderio finale. Nel frattempo, Lloyd, Nya e Cole sono bloccati sull'Isola della Vedova Tigre, senza alcun modo di scappare, così hanno deciso di costruire una zattera per tentare di fuggire. Intanto, nella Fortezza di Misfortune, Jay cena con Nadakhan, dicendo al Ninja dei fulmini che se un principe Djinn si sposa su Djinn Land, il principe riceverà desideri infiniti. Jay prova a dire a Flintlocke che Nadakhan e un doppiogiochista, ma Nadakhan smentisce su tutto, e il primo ufficiale decide di mettere Jay in un gioco pericoloso: Scrap 'n' Tap. Il vincitore deve toccare. Nadakhan in modo da convincere Jay a "desiderare tutto", ma dal momento che è intelligente, Jay rimane in gioco, anche se perde a due membri dell'equipaggio. Dopo la partita, Jay ferito in un occhio è bloccato in una buca. Clancee, essendo di buon cuore, dà al ninja del cibo (al quale rifiuta) e una benda sull'occhio per farlo sembrare un pirata. Allora Jay si rende conto che parte del suo futuro si stava avvicinando. Poi arriva Flintlocke e consegna a Jay la chiave, dal momento che il suo discorso gli ha fatto capire qualcosa. Dopo essere fuggito, Jay entra nella stanza di Nadakhan, per trovare il Djinn Blade, solo per scoprire che era falso. Inoltre, i Pirati del Cielo erano dalla parte di Jay, rendendo tutto questo un piano! Il commissario di polizia, i due detective e Ronin salvano Nya, Lloyd e Cole dall'isola della Vedova Tigre. Il commissario allora dice che si sente pentito per l'arresto dei Ninja, Ronin dice ai tre che Jay ha inviato un messaggio per salvarli. L'ultimo Ninja rimanente ha il coraggio di infiltrarsi nei Pirati del Cielo nel tentativo di salvare Jay e sconfiggere Nadakhan una volta per tutte, usando la magia del film. Kevin e Dan suggeriscono che i 3 ninja si travestono da Pirati del Cielo per intrufolarsi nel Misfortune e passare inosservati parlando dialetto pirata, a parte Lloyd, che sembra essere orribile nel parlare di pirata. Iniziano a costruire un Raid Zeppelin, il progetto su cui Jay ha scritto il suo messaggio. Una volta che hanno imparato a parlare e mascherarsi come pirati, i ninja sono partiti per ricostruire Djinjago. Cole sale a bordo, quasi lasciando cadere il veleno. Attraversa segretamente il mezzo, usando le sue abilità di sparizione. Quando Cole arriva alla sezione dei drink, Jay esce con una palla e una catena di vengestone, che indossa la benda sull'occhio da Scrap 'n' Tap. Jay chiede perché Cole è vestito come un pirata, ma Jay lo evita. quindi si scusa per non avere detto la verità prima e Cole si scusa per non essere un migliore amico. Nadakhan arriva per scoprire che il prigioniero e fuggito e iniziano a cercarlo. Mentre esce, Jay e Cole hanno l'opportunità di uscire, lasciando dietro di sé il veleno. Quando i due usano l'Airjitzu per salire sul loro Raid Zeppelin, sono stati messi in prigione insieme a Lloyd e Nya. Dopodiché, Nya è stata invitata da Nadakhan ad avere del cibo dolce, ma Nya rifiuta, dicendo che non era molto golosa. Il Djinn dice che se lei lo sposa, riceverà desideri infiniti. Nya poi dice che se libera i suoi amici, ci penserà su. Tuttavia, le cose diventano un po' frenetiche quando i desideri sono sparati ovunque, come Lloyd diventa saggio come Wu, Nya sta sprecando due dei suoi desideri, e Cole desidera che Nadakhan non abbia la spada. Ben presto, Lloyd manda Jay e Nya a rotolare giù dalle nuvole, rendendoli gli unici ninja rimasti. Inoltre, Cole e Lloyd sono stati risucchiati dentro il Djinn Blade.

## Padroni dei desideri
- Titolo originale: Wishmasters
- Diretto da: Peter Hausne
- Scritto da: Dan Hageman e Kevin Hageman

### Trama
Jay riesce a trasmettere un messaggio agli altri Ninja, che escogitano un piano per infiltrarsi tra i Pirati del Cielo nel tentativo di salvare Jay e sconfiggere Nadakhan. Costruiscono un Raid Zeppelin, utilizzando il progetto su cui Jay ha scritto il suo messaggio, e imparano a parlare come i pirati. Il piano fallisce e i Ninja vengono catturati. Nadakhan invita Nya a un banchetto e cerca di convincerla a sposarlo. I Ninja iniziano a esprimere desideri per sfruttare i poteri di Nadakhan a proprio vantaggio, poiché il djinn deve esaudire ogni desiderio che sente, avendo solo la libertà di sfruttare le lacune nella loro formulazione. Cole e Lloyd sono intrappolati nella Lama del Djinn, ma non prima che Lloyd, che in precedenza desiderava essere saggio come il Maestro Wu, mandi Jay e Nya tra le nuvole, dicendo a Jay che può risolvere tutto con un desiderio che viene dal cuore.

## L'ultima risorsa
- Titolo originale: The Last Resort
- Diretto da: Michael Helmuth Hansen
- Scritto da: Dan Hageman e Kevin Hageman

### Trama
Restano solo Nya e Jay, i quali si dirigono verso il faro, dove pensano che Nadakhan non troverà i due là. Ma, quando Nadakhan costrinse Clancee a desiderare dov'erano, scoprì di avere navigato abbastanza oceani per essere il Fuco Rosso dell'Apollo Occidentale. Dopo avere incontrato Echo Zane, i due decidono di abbellire il luogo, avere trappole preparate, armi ecc. Tuttavia, Echo Zane notò che i Pirati del Cielo si stavano avvicinando. Durante la discussione precedente per l'ultimo desiderio di Jay, Nya gli dice che deve desiderare che Nadakhan non sia un Djinn. Nella lotta, il Tè del Viaggiatore, la loro unica via di fuga è andato. Quando si trovato in un luogo isolato, Jay e Nya cercano di parlare di chi va al portale, dato che era abbastanza grande per uno. Nya dice a Jay di avere visto anche il suo futuro: la prima volta che ha incontrato Jay. continuando a dire molte cose dice che Jay ha l'ultimo desiderio quindi vuol dire che lui è l'ultima speranza, e lei lo getta nel portale. Nya combatte da sola contro i pirati, ma fallisce e alla fine viene catturata.

## Operazione terra di Ho
- Titolo originale: Operation Land Ho!
- Diretto da: Peter Hausner
- Scritto da: Dan Hageman e Kevin Hageman

### Trama
Quando Jay torna a Ninjago City inizia a radunare i pochi alleati rimasti: il Capitan Soto, Skyler, il commissario di polizia, Ronin, Echo Zane e Darreth. Fanno un piano chiamato Operazione terra di Ninjago, ma quando Bucko e Squiffy hanno sentito quello che hanno detto, rispondono a Nadakhan, avvertendolo di Jay e degli altri. mentre il gruppo guidato da Jay cercano di nascondersi, Jay va a salvare Nya. Mentre Nya convince Nadakhan a lasciare cadere la spada, permettendo a Jay di afferrarlo e entrare nella Djinn Blade per salvare Sensei Wu, Misako e gli altri Ninja.

## Il ritorno
- Titolo originale: The Way Back
- Diretto da: Peter Hausner
- Scritto da: Dan Hageman e Kevin Hageman

### Trama
Quando il matrimonio ha luogo a Nadakhan è stato dato il potere di desideri infiniti. L'equipaggio capisce che Nadakhan vuole solo il suo potere tutto per sé, così Clancee dice a Jay dove si trova il veleno. Nadakhan ormai potentissimo bandisce la maggior parte dei Pirati del Cielo, ma Dogshank e Flintlocke scappano e decidono di unirsi ai Ninja contro Nadakhan. Jay dà il dardo di veleno a Flintlocke mentre i Ninja affrontano Nadakhan e Nya, che è diventata una reincarnazione della vera amante di Nadakhan, Dilara. I Ninja tentano di portare Nadakhan all'aperto, così sarà esposto al dardo di Flintlocke, e alla fine riusciranno a farlo. Il dardo colpisce Nadakhan ma colpisce anche Nya. Essendo il veleno più letale la uccide, e Jay avendo Nya tra le braccia usa il suo ultimo desiderio per fare sì che nessuno abbia trovato la Teiera di Tyrahn in primo luogo, il che elimina tutti gli eventi di Skybound. Solo Nya e Jay si ricordano degli eventi accaduti.

## Il giorno di chi non c'è più
- Titolo originale: Day of the Departed
- Diretto da: Peter Hausner
- Scritto da: David Shayne

### Trama
Nel giorno di chi non c'è più i Ninja si recano al museo di storia naturale e vengono invitati nella Sala della Malvagità, una mostra con manichini a grandezza naturale dei cattivi combattuti dai Ninja nel corso degli anni. In particolare Cole rimane colpito dalla presenza di SenseI Yang, il fantasma che lo ha reso uno spettro.
Successivamente i Ninja si dividono per potere passare il Giorno di chi non c'è più con la famiglia e commemorare i loro antenati caduti. Kai e Nya tornano alla bottega di loro padre, Lloyd e Misako si recano alla statua di Garmadon, Jay torna alla discarica dei genitori e Wu si reca al monastero per onorare suo padre.
Nel frattempo Cole si rende conto che la sua forma spettrale sta svanendo e che sta diventando invisibile, e decide di tornare al tempio di Yang per saldare il debito.
Mentre è lì Cole apre accidentalmente un passaggio verso il regno dei defunti, rianimando i vecchi nemici dei Ninja attraverso i loro manichini nella Sala della Malvagità.
Yang ordina ai malvagi, insieme a Pythor (l'unico ancora vivo e che non è una statua), di vendicarsi di coloro che li hanno distrutti. Hanno tempo fino alla mezzanotte e se falliranno dovranno tornare nel Regno dei Morti.
Chen combatte contro Kai e Nya, Pythor contro Lloyd, Cryptor sfida Zane, Morro raggiunge Wu, Kozu insegue Dareth e Samukai affronta Jay. Mentre i cattivi si sparpagliano per vendicarsi, Cole scopre che Yang sta cercando di risorgere usando la Rift of Return, un portale magico che si chiuderà a mezzanotte.
Mentre Yang tenta di aprire la spaccatura Cole combatte gli studenti di Yang mentre i suoi compagni Ninja battono i loro vecchi nemici. L'unico a sopravvivere è Pythor, che si butta dalla statua di Garmadon e fugge.
Tuttavia Morro cerca invece la redenzione e avverte Wu del piano di Yang. I Ninja si riuniscono e si avviano al tempio di Yang dove Cole sta combattendo contro il sensei sul tetto dell'edificio. Yang demoralizza Cole, che trova speranza quando i suoi amici arrivano, e loro aiutano gli studenti di Yang ad attraversare la spaccatura.
Yang dice a Cole che voleva essere immortale per non essere dimenticato, ma Cole assicura a Yang che sarà ricordato come il creatore dell'Airjitzu. Dopo essersi riappacificati i due cercano di attraversare la spaccatura, ma Yang decide di restare un fantasma per rimanere al tempio. Cole attraversa il portale e diventa di nuovo umano al 99%, mentre rimane 1% fantasma per via di una cicatrice nella fronte. Questo gli dà la possibilità di rafforzare i suoi poteri.
I Ninja concludono la loro celebrazione del Giorno di chi non c'è più, radunandosi intorno al tempio dell'Airjitzu che diventa la loro nuova casa.